# Otomen
Otomen (オトメン(乙男)) é um mangá de comédia romântica japonês de Aya Kanno, que foi publicado na Bessatsu Hana to Yume de 2006 a 2013. O mangá foi adaptado de uma série de televisão. Otomen tem sido um dos mangás do gênero shōjo mais vendidos nos Estados Unidos, onde é licenciado pela Viz Media. A série também é licenciada na França pela Delcourt e na Espanha pela Planeta DeAgostini. No Brasil, a série não fez muito sucesso. A obra foi publicada pela editora Panini até o volume 7 quando foi cancelada.

## História
Esse mangá trata da história do jovem estudante do segundo grau, Masamune Asuka, que é extremamente puro, inocente e que tem sérios problemas de personalidade.
Quando ainda era pequeno, seu pai saiu de casa, dizendo que sempre quis ser mulher. Sua mãe, sabendo que Asuka também gosta de coisas fofas, doces e femininas como o pai, o faz prometer que ele seria o exemplo de homem japonês, mais másculo que todos os outros, e não seria igual ao pai.
Asuka cresceu escondendo o seu verdadeiro "eu", pois temia ser excluído por seus gostos pouco comuns. Asuka se tornou campeão de kendô, karatê, judô e outros esportes, pois pensava que isso poderia mantê-lo com uma imagem masculina perante a sociedade.
Certo dia, o Asuka se apaixona pela estudante Miyakozuka Ryo, do segundo ano. Asuka sente cada vez mais vontade de fazer coisas femininas, como ler mangá shōjo, costurar ursinhos, fazer doces e coisas do tipo, tudo motivado pela paixão. Ele não entende o motivo, mas quando se apaixona, sente cada vez mais vontades fofas.
Por causa de suas vontades femininas, ele decide deixar de estar apaixonado pela garota. Ele tenta fingir que ela não existe, porém, a partir do momento em que o garanhão da escola, Tachibana Juuta, resolve dizer que será rival do Asuka, em busca do amor da garota, o protagonista resolve agir e tentar conquistá-la.
Na verdade, a intenção do rapaz era juntar Asuka e Ryo. Juuta também tem um segredo: O mangá shōjo favorito de Asuka, "Lovetic", é escrito por ele, sob um pseudônimo feminino. Asuka sempre gostou da história por achar a personagem principal muito parecida com ele, também tendo que esconder seu verdadeiro "eu". Na verdade, a personagem é inspirada nele, e no desenvolvimento do seu romance com Ryo, que é o seu oposto.
A mãe de Ryo morreu quando ela ainda era muito nova, e foi criada apenas pelo pai. Ele, policial e mestre de kendô, é o maior defensor da masculinidade, e a trata como um menino. Consequentemente, ela nunca aprendeu a cozinhar, costurar ou fazer coisas fofas, a especialidade de Asuka.

## Significado
Otomen são homens que possuem hobbies, pensamentos e habilidades femininos. São homens puros e românticos, que gostam de cozinhar, costurar, e também de mangá shōjo. Não quer ser uma garota, mas sua mente é pura e romântica.
Trata-se de um trocadilho que se obtém ao contrair o termo "otome", que significa garota ingênua, sonhadora em japonês, e "man" que é homem em inglês.

## Personagens
- Asuka Masamune (正宗 飛鳥, Masamune Asuka)

Popular entre os garotos e garotas de sua escola por ser forte, bonito e sério. O que ninguém desconfia é que Asuka é na verdade romântico, sonhador, ama shōjos, cozinhar, costurar e tudo o que é fofo. Sua mãe, com medo que ele fizesse o mesmo que o pai e a abandonasse, o privou de tudo que era fofo e feminino. Mas quando Asuka conhece Ryo, todas essas "manias" voltam à tona e ele acaba a ajudando em todos os problemas "afeminados".
- Ryo Miyakozuka (都塚 りょう, Miyakozuka Ryō)

Perdeu a mãe ainda pequena e vive com seu pai, um policial, rude e machista. Por admirar rapazes fortes como seu pai, Ryo desde cedo treinou artes marciais. Quando o assunto é costura ou culinária sempre pede ajuda a Asuka. Sempre está contando com a ajuda dele e o acha fofo e sente vontade de protegê-lo. Adquiriu uma personalidade masculina por conta da criação recebida pelo pai. É sempre amiga e confiável e sempre disposta a ajudar.
- Juuta Tachibana (橘 充太, Tachibana Jūta)

Apesar de aparentar ter uma vida tranquila de colegial, Juuta na verdade é um mangaká que assina seu trabalhos como "Jewel Sachihana". Baseia-se seu atual mangá, "Lovetic", na vida de Asuka. Por conta disso, está sempre estimulando Asuka a ter encontros com Ryo e coisas semelhantes.
- Yamato Ariake (有明 大和, Ariake Yamato)

Muitas vezes confundido com uma garota por causa da sua aparência delicada. Tornou-se "discípulo" de Asuka para aprender a ser tão másculo quanto o mesmo. É medroso e muito sonhador. Se dirige a Asuka como "mestre" (em japonês, Sensei) e sempre está se espelhando nele.
- Hajime Tonomine (多武峰 一, Tōnomine Hajime)

Ocupante do segundo lugar do ranking nacional de kendô, logo atrás de Asuka. Com rancor por ter ficado atrás, está sempre em rivalidade com Asuka. Aparenta ser mal-humorado e indiferente, mas também tem um hobbie afeminado como o de Asuka, admira flores, maquiagem e cabelos.

## Recepção
Similar a trabalhos anteriores de Kanno, a série se tornou bastante popular, recebendo ótimas notas nas tabelas de avaliação da Tohan e Oricon. Os sete volumes disponíveis no Japão até Maio de 2009 venderam mais de 2.5 milhões de cópias. Foi considerado o terceiro best-seller de mangás shōjo e o décimo terceiro em uma lista geral de mangás nos Estados Unidos no primeiro quadrimestre de 2009.